# Henry Barbet de Jouy
Joseph-Henry Barbet de Jouy (Canteleu, 16 luglio 1812 – Parigi, 26 maggio 1896) è stato un archeologo e storico francese.

## Biografia

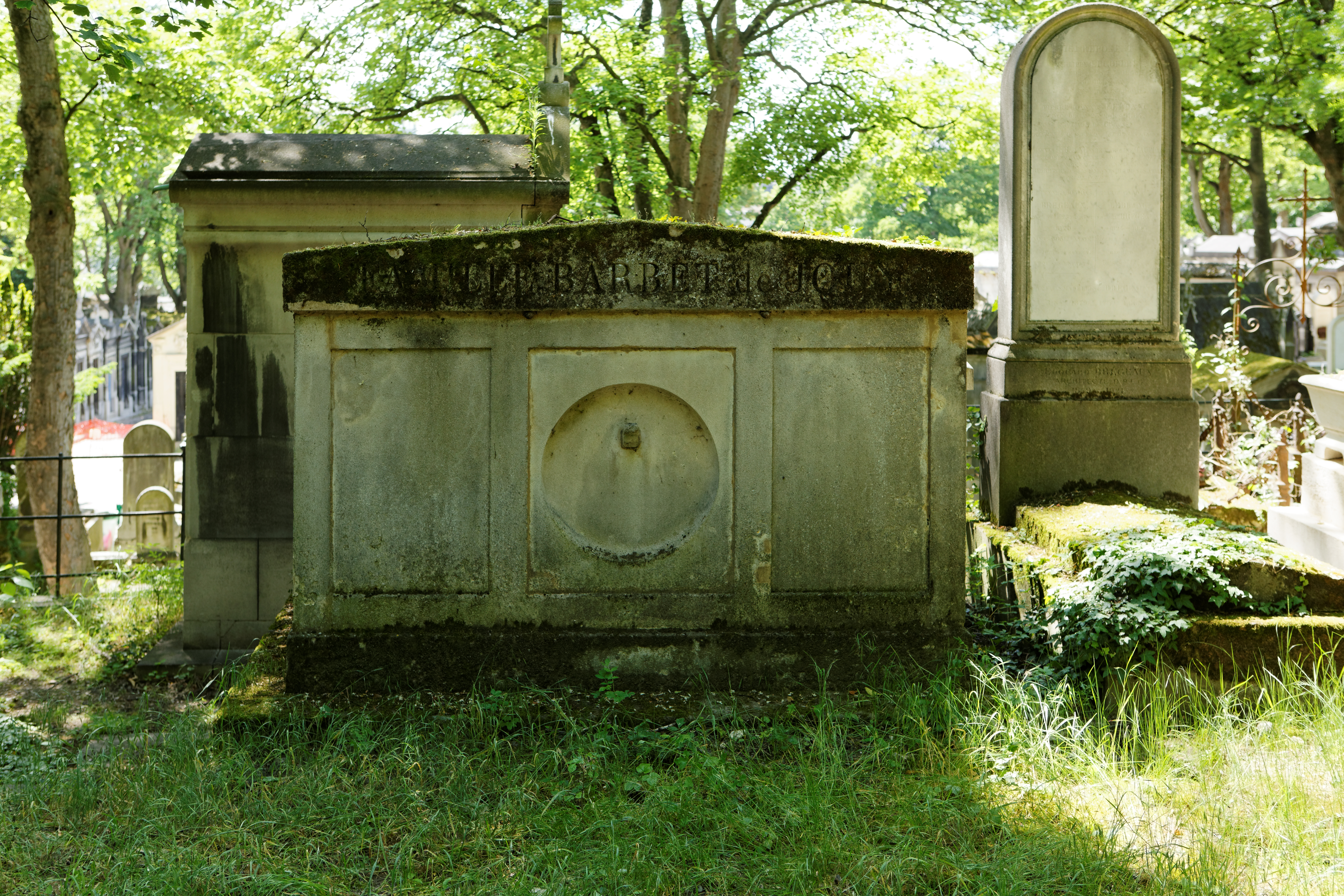
La tomba di Henry Barbet de Jouy al cimitero di Père-Lachaise a Parigi.

Henry Barbet de Jouy era figlio dell'industriale francese Jacques-Juste Barbet de Jouy.
Divenne conservatore del Louvre dal 1852 al 1863 durante il governo di Napoleone III, poi divenne conservatore del musée des Souverains dal 1863 al 1871; successivamente divenne conservatore dei Musei Nazionali dal 1871 al 1879 ed infine divenne direttore del museo del Louvre, carica che ricoprì dal 1879 al 1881.
Barbet de Jouy fu inoltre membro dell'Académie des beaux-arts (Institut de France) dal 1880.
Venne sepolto nel cimetero di Père-Lachaise (17ª divisione).

### Il salvatore del Louvre
Come narra lo scrittore, storico ed editore Nicolas Chaudun, autore del volume Le brasier, le Louvre, incendiée par la Commune, quando i comunardi incendiarono il Palazzo delle Tuileries a Parigi, rischiarono nel contempo di distruggere anche l'ala ovest del museo del Louvre, a partire dal pavillon de Flore e la Biblioteca imperiale.
Il museo venne risparmiato dalle fiamme grazie alla caparbietà di Henry Barbet de Jouy ed alla dedizione del capitano Martian Bernardy de Sigoyer, il quale chiese ai suoi uomini di fare di tutto per evitare la diffusione di fiamme verso altri edifici e verso le preziose collezioni del museo · .
Una targa oggi gli rende omaggio proprio all'entrata del museo del Louvre.

## Opere
- Les Della Robbia, sculpteurs en terre émaillée, étude sur leurs travaux, suivie d'un catalogue de leurs œuvres fait en Italie en 1853, Parigi Jules Renouard et Cie, 1855.
- Musée impérial du Louvre. Description des sculptures modernes, Parigi, imprimerie de Vinchon et C. de Mourgues, 1855 ; 2ª ed. 1856
- Les Mosaïques chrétiennes des basiliques et des églises de Rome, Parigi, Victor Didron, 1857.
- Étude sur les Fontes du Primatice, Parigi, Veuve Jules Renouard, 1859-1860.
- Musée impérial du Louvre. Les Gemmes et joyaux de la Couronne, Parigi, musée du Louvre, chalcographie des musées nationaux, 1865.
- Notice des antiquités, objets d'art du Moyen Âge, de la Renaissance et des Temps modernes composant le musée des Souverains, Parigi, imprimerie de Mourgues frères, 1866 ; 2ª ed. 1868.
- Notice des gemmes et joyaux, galerie d'Apollon, Parigi, imprimerie C. de Mourgues, 1867 ; rééd. 1872, 1876.
- Notice des sculptures, Parigi, imprimerie C. de Mourgues frères, 1873.
- Musée national du Louvre. Don de M. et Mme Lenoir. Collab. Saglio Edmond, Both de Tauzia Léon et Courajod Louis, Parigi, imprimerie C. de Mourgues frères, 1874 ; 2ª ed. 1889.
- Institut de France, Académie des beaux-arts. Inauguration de la statue de Jean Cousin à Sens le 3 octobre 1880, Parigi, Firmin Didot, 1880.
- Institut de France, Académie des beaux-arts. Notice sur M. le comte de Montalivet lue dans la séance du 7 mai 1881, Parigi, Firmin Didot, 1881.